# Deaux
Deaux là một xã trong tỉnh Gard thuộc vùng Occitanie, phía nam nước Pháp. Xã Deaux nằm ở khu vực có độ cao trung bình 110 mét trên mực nước biển.